# نورت پمبروک (ماساچوست)
نورت پمبروک (به انگلیسی: North Pembroke) یک منطقهٔ مسکونی در ایالات متحده آمریکا است که در شهرستان پلیموث، ماساچوست واقع شده‌است. نورت پمبروک ۱۱٫۴ کیلومتر مربع مساحت و ۳٬۲۹۲ نفر جمعیت دارد و ۱۴ متر بالاتر از سطح دریا واقع شده‌است.